# Ansgar Focke

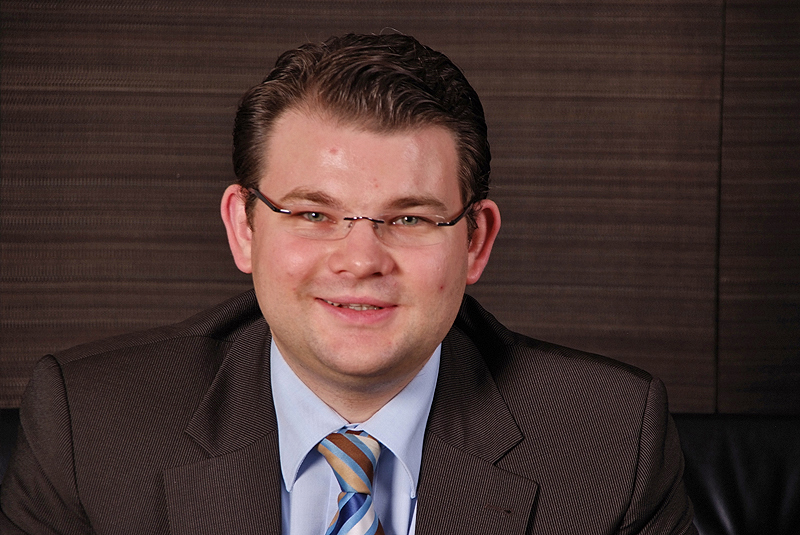
Ansgar Focke im November 2009

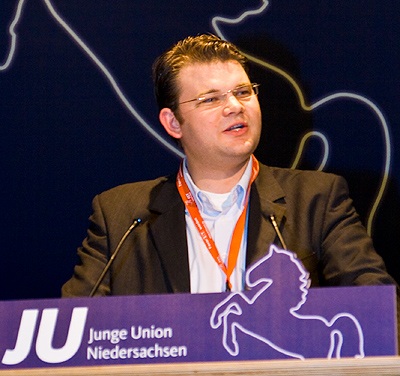
Ansgar Focke

Ansgar-Bernhard Focke (* 22. April 1982 in Wiesbaden) ist ein deutscher Politiker (CDU). Von 2008 bis 2017 war er Mitglied des Niedersächsischen Landtags.

## Leben und Beruf
Ansgar Focke ist Sohn des 2014 verstorbenen Landrats des Landkreises Vechta, Albert Focke. Ansgar Focke besuchte bis zum Jahre 2000 das Wirtschaftsgymnasium in Lohne. Nach Erlangung der Fachhochschulreife machte er von 2000 bis 2003 eine Ausbildung zum Versicherungskaufmann. Von 2003 bis 2006 war Focke als Angestellter beschäftigt. Im Jahre 2006 eröffnete er in Vechta eine Agentur für Versicherungen und Finanzen und ist seitdem als selbständiger Versicherungskaufmann tätig. Seit 2007 lebte er in Ganderkesee. 
Ansgar Focke ist seit 2015 mit Elisabeth Focke-Bulst verheiratet. Das Ehepaar hat eine Tochter und zwei Söhne.
Seit seinem Ausscheiden aus dem Niedersächsischen Landtag 2017 ist Focke bei der Versicherungsgruppe Signal Iduna als Direktor für Zielgruppen beschäftigt. Er zog in die Heimat seiner Frau nach Hillmersdorf, Landkreis Elbe-Elster.

## Politik
Ansgar Focke war ab 1998 Mitglied der Jungen Union und seit 1999 Mitglied der CDU. Er gehört ferner seit dem Jahre 2000 der Christlich-Demokratischen Arbeitnehmerschaft (CDA) an und ist seit 2005 Mitglied bei den Christdemokraten für das Leben (CDL) und der Mittelstands- und Wirtschaftsvereinigung der CDU/CSU (MIT).

### Junge Union
In der Jungen Union engagierte er sich zunächst im Stadtverband (1998 bis 2001, unter anderem als Vorsitzender) und im Kreisverband Vechta. Von 2003 bis September 2009 war er Landesvorsitzender der Jungen Union Landesverband Oldenburg. In dieser Eigenschaft war er Mitinitiator der deutschlandweiten Kampagne „Ostalgie? nein danke“. Von 2010 bis 2014 war Focke Bundesschatzmeister der JU, von 2014 bis 2016 stellvertretender Bundesvorsitzender.

### Ämter in der CDU
Im Jahre 2003 wurde Focke als Beisitzer in den Landesvorstand der CDU Oldenburg gewählt. Von November 2008 bis Oktober 2014 war er CDU-Landesgeschäftsführer. Im Dezember 2008 wurde Ansgar Focke mit 93,8 % zum ersten Mal zum CDU-Kreisvorsitzenden im Landkreis Oldenburg gewählt. Seitdem wurde er zwei Mal im Amt bestätigt.
Im August 2014 wählte ihn die CDU-Kreistagsfraktion zum neuen Fraktionsvorsitzenden. Durch seinen Umzug im Jahr 2017 nach Brandenburg, gab Focke diese Ämter wieder zurück.

### Politische Mandate

#### Stadtrat Vechta
2001 bewarb sich Ansgar Focke erstmals um ein öffentliches kommunalpolitisches Amt und wurde als jüngster Kandidat direkt in den Stadtrat Vechta gewählt. Er wurde 2006 für fünf Jahre wiedergewählt, legte das Mandat aber 2007 nieder, als er nach der Nominierung zum Direktkandidaten der CDU im Wahlkreis 64 Oldenburg-Land in den Landkreis Oldenburg umzog.

#### Niedersächsischer Landtag
Ansgar Focke war Spitzenkandidat der Jungen Union Niedersachsen zur Landtagswahl in Niedersachsen 2008. Seit dem 27. Januar 2008 war er direkt gewählter Abgeordneter des Wahlkreises 64 Oldenburg-Land und Mitglied der CDU-Fraktion im Niedersächsischen Landtag. In der 16. Wahlperiode (2008 bis 2013) war er Mitglied im Petitionsausschuss und im Ausschuss für Soziales, Frauen, Familie und Gesundheit. Innerhalb der CDU-Fraktion war er Sprecher der Jungen Gruppe. Im Jahre 2012 war Focke Mitglied der 15. Bundesversammlung.
In der 17. Wahlperiode gehörte Focke dem Ausschuss für Inneres und Sport sowie dem Ausschuss für Umwelt, Energie und Klimaschutz an. Am 1. Februar 2017 schied er aus privaten Gründen aus dem Landtag aus; für ihn rückte Anette Meyer zu Strohen nach.